# Santiago Kelly
Santiago Lorenzo Kelly (24 luglio 1921 – ...) è stato un calciatore argentino, di ruolo difensore.

## Caratteristiche tecniche
Giocava come difensore destro.

## Carriera

### Club
Kelly entrò nella prima squadra del River Plate nella stagione 1942, ma esordì in massima serie durante la Primera División 1943. Fece parte della rosa della Máquina, la formazione del River Plate che vinse 5 campionati tra il 1941 e il 1947; Kelly fu sempre considerato una riserva, e giocò raramente: dal 1942 al 1950, suo ultimo anno al River, assommò 40 presenze in campionato. Negli anni fu il sostituto di vari difensori: nel suo ruolo il titolare era Ricardo Vaghi. Passò poi, nel 1952, al Sarmiento di Junín, in seconda divisione. Nelle tre stagioni che passò al club bianco-verde fu titolare, e ottenne 61 presenze, con 1 gol (l'unico in carriera).

## Palmarès

### Club

#### Competizioni nazionali
- Campionato argentino: 3

River Plate: 1942, 1945, 1947